# Григоренко Анатолій Григорович
Григоренко Анатолій Григорович (*18 червня 1936 року — †19 листопада 1999 року) — український геодезист, доктор технічних наук, професор Київського національного університету імені Тараса Шевченка.

## Біографія
Народився 18 червня 1936 року в Полтаві. Закінчив у 1960 році шахтобудівельний факультет Харківського гірничого інституту. У 1961—1963 роках працював топографом Полтавської геофізичної експедиції, науковим співробітником Полтавської гравіметричної обсерваторії АН СРСР. 
Кандидатська дисертація «Фізико-геодезичні методи спостереження за рухами земної поверхні» захищена у 1965 році. У 1966—1969 роках навчався на механіко-математичному факультеті Дніпропетровського університету. У 1966—1969 роках асистент у Київському інженерно-будівельному інституті, доцент Дніпропетровського інженерно-будівельного інституту. У 1969—1971 роках старший науковий співробітник Науково-дослідного інституту будівельних конструкцій Держбуду СРСР, начальник маркшейдерсько-картографічного відділу об'єднання «Укрнафта». У Київському університеті у 1971—1995 роках працював старшим, провідним та головним науковим співробітником науково-дослідної частини. З 1989 року доктор технічних наук, з 1990 професор. У 1991—1995 роках завідувач кафедри геодезії та картографії. Активно працював в комісії з експертизи споруд Києво-Печерської лаври.

## Наукові праці
Сфера наукових досліджень: інженерна геодезія та картографія, зокрема дослідження геодинамічних процесів, математична обробка результатів геодезичних вимірювань. Автор близько 60 наукових і науково-методичних праць, 6 монографій, 5 підручників, навчальних посібників. Підготував 1 кандидата наук. Основні праці:
1. (рос.) Геодезическое обслуживание строительно-монтажных работ. — М., 1973 (в співавторстві).
2. (рос.) Статистические методы при разведке недр. — М., 1974.
3. (рос.) Математическая обработка геодезических измерений. — М., 1978.
4. (рос.) Инженерная геодезия. — М., 1988 (в співавторстві).
5. (рос.) Измерения смещений оползней. — М., 1988.